# InterContinental Frankfurt

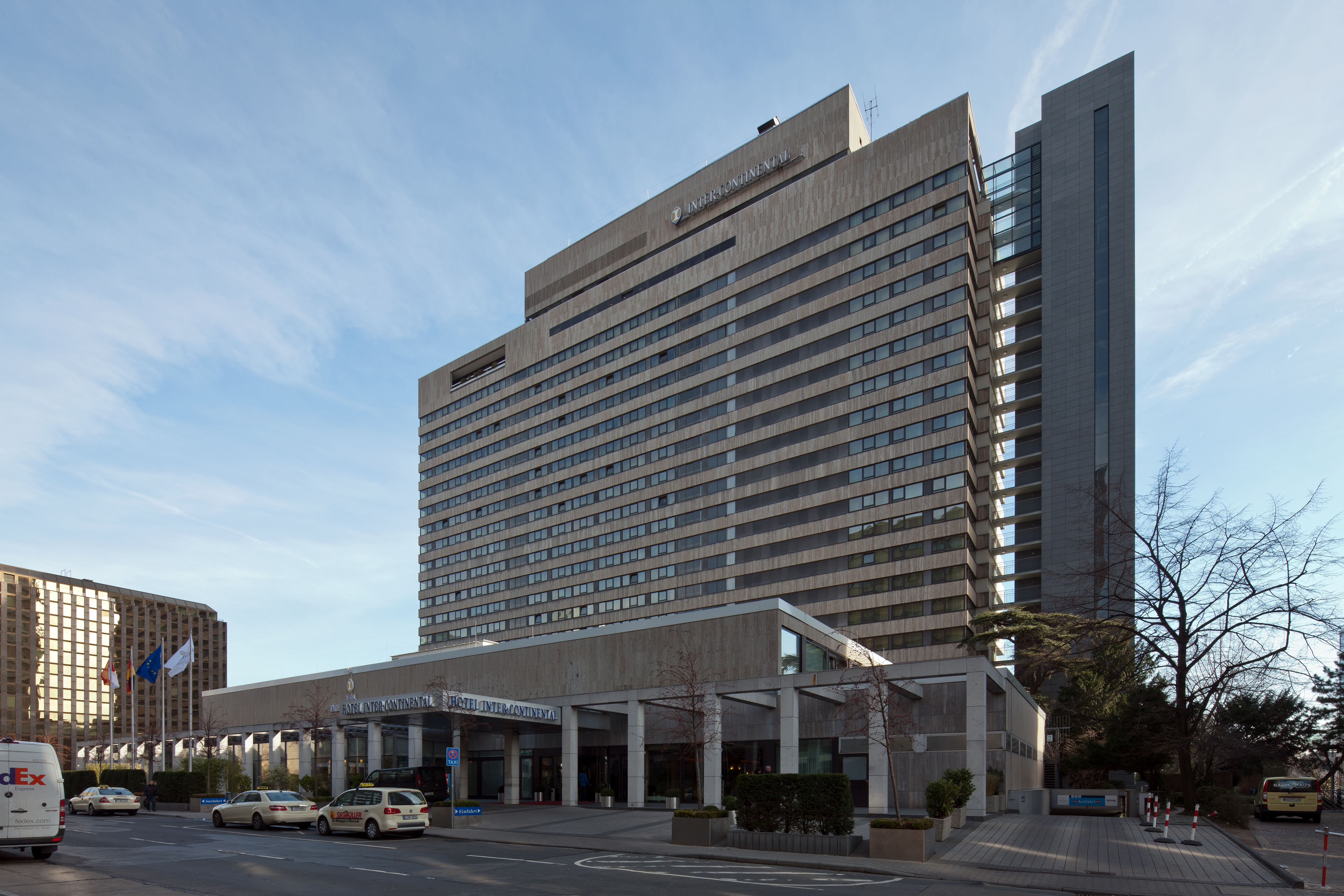
InterContinental Frankfurt, River Wing von Westen, Februar 2012

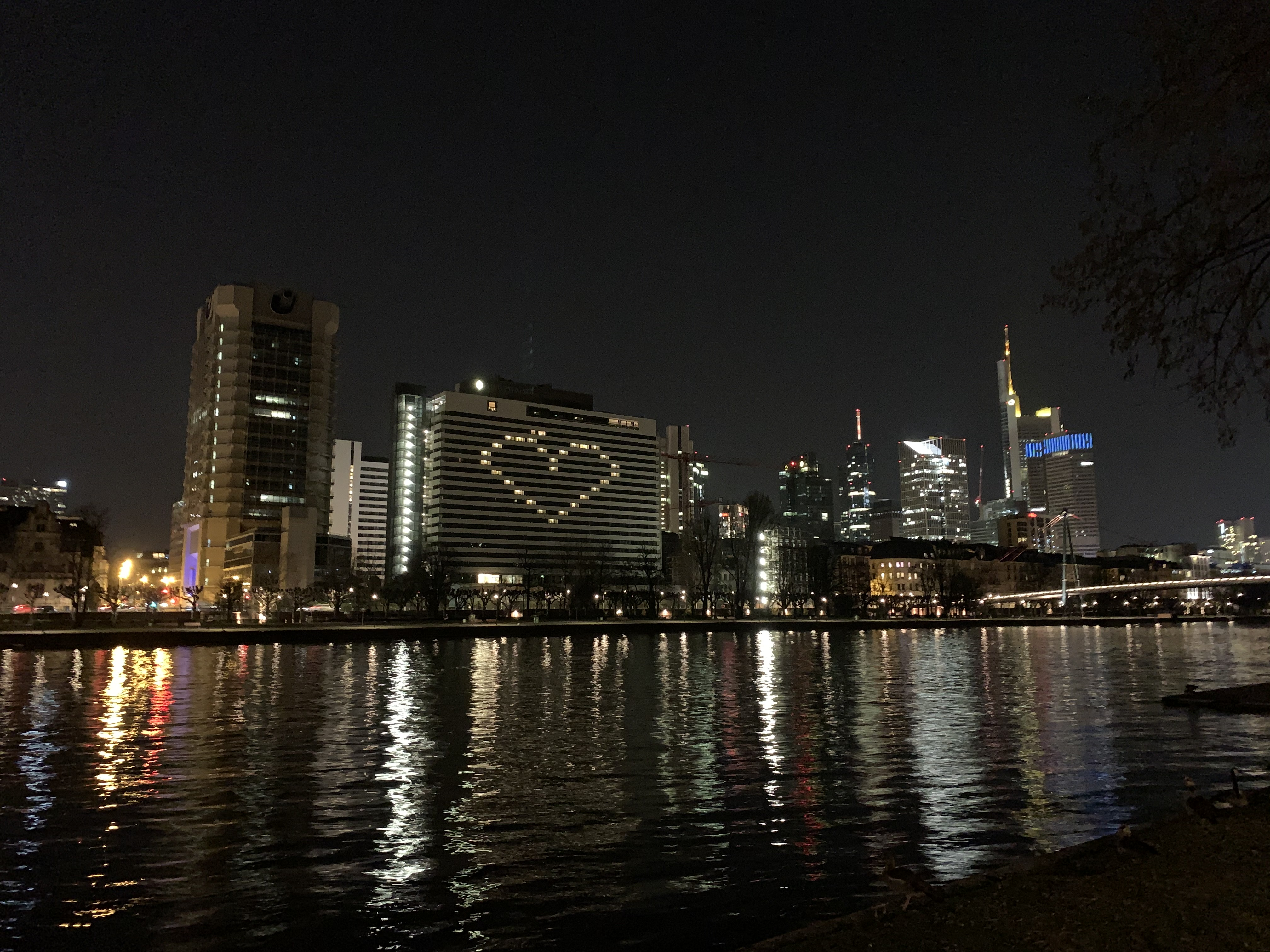
1. LightsofLove-Initiative des InterContinental Frankfurt während COVID-19-Pandemie 2020

Das InterContinental Frankfurt ist das kapazitätsmäßig zweitgrößte Hotel in Frankfurt am Main und in gleicher Hinsicht fünftgrößte in Deutschland. Es liegt an der Wilhelm-Leuschner-Straße (Hausnummer 43) im Stadtteil Bahnhofsviertel. Der Betreiber, die InterContinental Hotels Group, hat seit seiner Eröffnung 1963 bewusst nie eine Sterneklassifizierung des DEHOGA vornehmen lassen, da mit der Markenbezeichnung InterContinental bereits eine entsprechende Klassifizierung einhergeht.
2021 wurde das Hotel für eine Sanierung geschlossen.

## Geschichte
Das Grundstück des Hotels liegt im Südwesten des Bahnhofsviertels, der im Gegensatz zu den nördlichen Teilen Ende des 19. Jahrhunderts nur lose und villenartig bebaut wurde. In diesem von den Bombardements des Zweiten Weltkriegs nur gering betroffenen Gebiet wurde für das Hotel 1960 die Villa Manskopf am Untermainkai 54 abgerissen.
Die Grundsteinlegung erfolgte am 8. Juni 1961, die offizielle Eröffnung nach fast genau zwei Jahren Bauzeit am 6. Juni 1963. Die Baukosten für das Projekt, das auf einen Entwurf des Frankfurter Architekturbüros ABB Architekten (Otto Apel, Hannsgeorg Beckert, Gilbert Becker) zurückging, betrugen rund 40 Millionen DM.
Bei seiner Eröffnung handelte es sich nicht nur um das nach Zimmern größte Hotel in Deutschland, sondern auch eines der höchsten Gebäude der Stadt. Seinerzeit bemerkenswerte Ausstattungsmerkmale waren u. a. ein Bad mit Toilette und ein Fernsehgerät in jedem Zimmer. Darüber hinaus standen den Gästen mehrere Bars, Restaurants, vier Bankettsäle, ein Ballsaal, eine Cocktaillounge und ein Friseursalon zur Verfügung. 1972 entstand direkt gegenüber mit dem City Wing – zur Abgrenzung vom südlichen River Wing – ein etwas kleinerer Erweiterungsbau in fast identischer Gestaltung. In der Krimiserie Ein Fall für zwei wurden von 1981 bis 1988 Hotelzimmer als Kanzlei des Anwalts Dr. Dieter Renz verwendet.
1998 erfolgte eine Sanierung für rund 90 Millionen DM, 2004 eine weitere für rund 13,3 Millionen Euro. 2006 gingen beide Gebäude an Morgan Stanley Real Estate über, wobei die InterContinental Hotels Group den weiteren Betrieb im Rahmen eines auf 50 Jahre angelegten Managementvertrags zusagte.
Bereits im März 2009 wurde bekannt, dass eine erneute Sanierung erfolgen soll, die das zuständige Büro auf seiner Webseite jedoch gegenwärtig mit dem Status Ausführung unklar führt. Auch eine Planung mit Visualisierung des Büros Schneider + Schumacher ist zwischenzeitlich publik geworden. Beides kam jedoch bisher nicht zur Ausführung.
Anfang 2011 verkaufte der bisherige Eigentümer die Gebäude für rund 60 Millionen Euro an den libanesischen Investor Toufic Aboukhater weiter. Rund ein Jahr später trennte sich Aboukhater zum 1. März 2012 vom City Wing, der als eigenständiges Hotel unter der Marke Wyndham neu eröffnet wurde und seit Februar 2018 zu Scandic Hotels gehört.  Mit dem Verkaufserlös sollte eine Renovierung des River Wing durchgeführt werden und dieses als „rundum verjüngtes ‚Landmark-Intercontinental‘ mit neuen Konferenz- und Kongressräumen wieder zu den Top-Häusern der Stadt aufschließen“. 2018 wurde das Hotel vom Unternehmen Aroundtown SA übernommen. Das Hotel ist seit Frühjahr 2021 geschlossen und wird bis Anfang 2025 renoviert und erweitert, auf dem Grundstück sollen auch Büros und Wohnungen entstehen. Die alte Einrichtung des Hotels mit mehr als 100.000 Teilen wurde bei eBay versteigert.
2015 wurde das Hotel international bekannt als Tatort des Exorzismus-Todesfalles in Frankfurt am Main.

## Architektur
Die annähernd quadratische Parzelle mit dem River Wing nimmt ungefähr das mittlere Drittel eines Straßenblocks ein, der im Norden durch die Wilhelm-Leuschner-Straße, im Osten durch die Windmühlstraße, im Süden durch den Untermainkai und im Westen durch die Wiesenhüttenstraße begrenzt wird. Da der Untermainkai dem Verlauf des Mains folgt, sind Straßenblock und Parzelle um etwa 45 Grad gegen den Uhrzeigersinn verdreht.

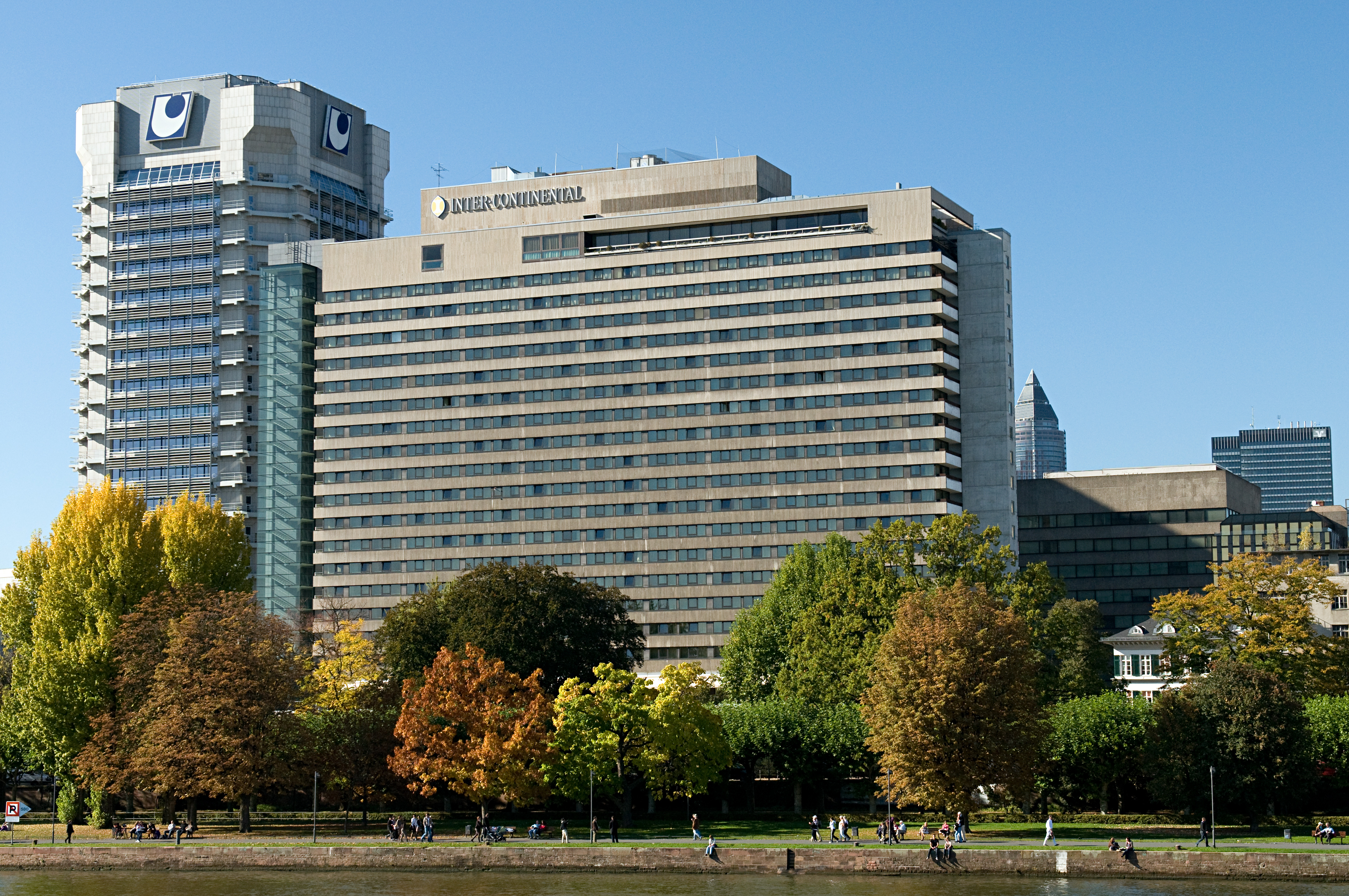
River Wing vom Schaumainkai, links das Union Investment-Hochhaus, Oktober 2010

Der langgezogen-rechteckige River Wing, entsprechend in Nordost-Südwest-Ausrichtung, steht seinerseits im südlichen Drittel der Parzelle, zu den Straßen schließen nach Norden und Süden niedrige Annexbauten an. Der nördliche beherbergt den Haupteingang an der Wilhelm-Leuschner-Straße, der stilkritisch in den 1980er Jahren durch einen Vorbau verändert wurde; der südliche unter anderem ein Restaurant mit Dachterrasse.
Der Hochbau des River Wing hat 21 Stockwerke, ist 67 Meter hoch und beherbergt 470 Zimmer. Zeittypisch fehlt jeglicher Bauschmuck, einzig eine horizontale Gliederung wird durch den Wechsel der umlaufenden Fensterbänder und die Verkleidung der Brüstungsfelder mit einem sehr dunklen Naturstein realisiert. Da dieser mittlerweile gerade nach Süden hin witterungsbedingt weiter nachgedunkelt und verschmutzt ist, wirkt das Gebäude aus der Ferne oft fälschlich wie Sichtbetonbau.
Nur das 21. Stockwerk hat eine flächigere Gestaltung mit vereinzelten Fenstereinschnitten und einer langgezogenen Öffnung für die Terrasse des Dachrestaurants. An den Schmalseiten im Osten und Westen schließen Treppenhäuser an, von denen das prominentere westliche frei steht und über offene Stege an das Haupthaus angebunden wird. Auf dem flachen Dachabschluss sitzt ein etwas gegenüber dem Grundriss zurücktretendes Technikgeschoss.
Der ehemalige City Wing des Hotel InterContinental umfasst 293 Zimmer auf 18 Geschossen und befindet sich an der dem Hauptgebäude gegenüberliegenden Straßenseite der Wilhelm-Leuschner-Straße. Die Gestaltung entspricht nahezu der des Hauptgebäudes, der Eingang weist ebenfalls zur Wilhelm-Leuschner-Straße. Abweichend sind das Treppenhaus in die südwestliche Ecke des Gebäudes eingestellt und die Fensterbänder an der östlichen Schmalseite unterbrochen, der Dachabschluss ist flach. City Wing und River Wing waren über einen Tunnel miteinander verbunden.